# 康弗斯 (路易斯安那州)
康弗斯（英語：Converse），是美国路易斯安那州下属的一座村镇。根据2010年美国人口普查，该市有人口440人。建置上，属于“village”。